# Maggie Bell
Maggie Bell (Maryhill, Glasgow, Strathclyde, Skócia, 1945. január 12. –) skót blues-rock énekesnő. A britek csak az angol Janis Joplinként emlegetik, mivel hangja nagyon hasonlít Joplin hangjához.

## Karrier
Bell zenész családból származik, tinédzser kora óta énekelt, mind az iskolában, mint az éjszakai klubokban. Tehetségére felfigyelt Leslie Harvey és bátyja Alex, és együttest alapítottak. Maggie volt az énekes, Leslie és Alex pedig a gitárosok. Több együttest is alapítottak, lemezt viszont nem adtak ki. Aztán a hatvanas évek végén Peter Grant menedzselésével megalapították a Power együttest, a felállás maradt a régi - Maggie énekelt, Leslie és Alex gitároztak. Az együttes nem adott ki ezen a néven lemezt. 1970-ben a lemezt átnevezték Stone the Crow-ra amely meghozta nekik a sikert. Még 1970-ben kiadtak két nagylemezt a Stone The Crows-t és a Ode To John Law-t. 1972. május 2-án, 27 éves korában Leslie Harvey-t áramütés érte amelybe belehalt. A tragédia miatt az együttest 1973-ban feloszlott.

### Szólókarrier
Maggie elkezdett dolgozni első szóló lemezén a Queen Of The Night-on. Ebben segítségére volt Mark London és Peter Grant akik menedzserként vettek részt a lemez munkálataiban. Bell átigazolt az Atlantic Records-hoz. A lemez dalait New York-ban vettél fel. A lemez producere Jerry Wexler volt. Szóló előadóként Maggie 9 lemezt adott ki (legutóbb 2004-ben), ám mindemellett más együttesekkel is együtt dolgozott.

### Midnight Flyer
1974-ben együtt dolgozott a Midnight Flyer nevű együttessel, egyetlen albumuk a Midnight Flyer 1981-ben jelent meg. Ezt egy koncertfelvétel dalait tartalmazza. A lemezt 2005-ben újra kiadta a Swan Song Records. Ezt követte 2007-ben a Live at Montreux 1981 amely egy DVD. Ez szintén Midnight Flyer lemez dalait tartalmazza. Ezekben az időkben más együttesekkel is együtt dolgozott, ám ezekről kevés adat van.

### B.A. Robertson-al közös dal
1981-ben duettet énekelt B.A. Roberston-al, amely az UK Singles Chart 11. helyét szerezte meg. Ez a dal a Hold Me volt.

### Kétezres évek
Bell kiadott több koncert, válogatás, és Best Of lemezt is a 2000-res években, ám ezekkel már nem aratott akkora sikert mint egykoron. Legismertebb, leghíresebb lemeze még mindig a Queen Of the Night.

## Diszkográfia

### Stone The Crows-al közös lemezek (1968–1973)
- Stone The Crows (1970)
- Ode To John Law (1970)
- Teenage Licks (1971)
- Ontinuous Performance (1972)
- BBC Radio 1 1971/72 (1998)
- Coming On Strong (2004, régi felvételekből összeállított nagylemez)

### Szóló előadóként
- Two singles with Bobby Kerr as Frankie and Johnny (1966)
- Queen of the Night (1974)
- Suicide Sal (1975)
- Great Rock Sensation (1977, válogatáslemez)
- Crimes of the Heart (1988)
- Live at the Rainbow, 1974 (2002)
- Live at Boston, USA, 1975 (2002)
- Coming On Strong (2004, régi Stone The Crows felvételekből összeállított nagylemez)
- The River Sessions, Live in Glasgow 1993 (2004) Ronnie Caryl-al közös lemez
- Sound & Vision - Best of Maggie Bell (2008, Legjobb dalai – válogatáslemez)

### A Midnight Flyer-el
- Midnight Flyer (1981, újra kiadás: 2005)
- Live at Montreux 1981 (2007, CD/DVD)

### The British Blues Quintet-el
- The British Blues Quintet - Live at the Ferry (2007)

### Jon Lord Blues Project-el közös lemez
- Jon Lord Blues Project Live (2011)

## Közreműködött
- It Ain't Easy (Long John Baldry 1971) ["Black Girl"-ben vokál]
- Every picture tells a story Rod Stewart, 1971
- Tommy (A The Who-al közös dal), (London Symphony Orchestra és Chambre Choir) (1972)
- Banana Moon, Daevid Allen, 1971
- Brian Joseph Friel, Brian Joseph Friel, 1973
- Arrivederci Ardrossan, Brian Joseph Friel, 1975
- Hometown Girls (egy dal: "Street"), Denny Laine, 1985
- Les voix d'Itxassou Tony Coe, 1989
- A Tribute to Frankie Miller (egy dal: "Jealousy"), 2003
- Mad Dog Blues (egy dal: "Wishing Well"), Hamburg Blues Band, 2008

## Filmszerepek
- Taggart (1990) "Effie Lambie" szerepe
- Your Cheatin' Heart (1990) "Roxanne" szerepe